# Estêvão de Brito
Estêvão de Brito (Serpa, c.1570 - Málaga, 1641), compositor português de polifonia do Renascimento.

## Vida
Estêvão de Brito nasceu em Serpa, Portugal. Estudou música na Sé Catedral de Évora com Filipe de Magalhães. Em janeiro 1597, já era Mestre de capela da Catedral de Badajoz (Espanha), onde permaneceu até 1613. Nesse ano, foi para a catedral de Málaga e sucedeu a Francisco Vásquez com a mesma função de Cristóbal de Morales, 50 anos antes. Ficou em Málaga até à sua morte, em 1641.

## Obra
Sabe-se compôs numerosos villancicos e cançonetas, a maioria para as festas de Natal e de Corpus Christi. Infelizmente, essas obras foram perdidas. No entanto, o mais relevante dos seus trabalhos são as peças litúrgicas a 4 , 5, 6 e 8 vozes, missas, motets, salmos, e hinos.
- Officium defunctorum (incl. Missa pro defunctis), 4–6vv; 9 pss, 29 hymns, 4–6vv; 25 motetos, 4–8vv: E-Mba, totalmente ed. in PM, série A, vol. XXI (1972) e vol. XXX (1976).
- 31 Villancicos de Natal (incl. a negro, 8vv, Hidalgos de Portugal, 6vv, and Sesu, que de cosa viuo, 8vv).
- Perdidos: Catálogo da 1ª Parte do Index da Biblioteca Musical de D. João IV de Portugal

## Edições Musicais (Partituras)
- Gavaldá, Miguel Queirol (1972), Obras Diversas: Motectorum Liber Primus, Officium Defunctorum, Psalmi; [volume I], Portugaliae Musica, vol. XXI, Lisboa, Fundação Calouste Gulbenkian.
- Gavaldá, Miguel Queirol (1976), Obras Diversas; [volume II], Portugaliae Musica, vol. XXX, Lisboa, Fundação Calouste Gulbenkian.

## Gravações
- 1993, Portuguese Renaissance Music, Voces Angelicae, Teldec Classics International 4509-93690-2
  - Incluem 5 peças de Estevão de Brito.
- 1995, Officium Defunctorum, Grupo Vocal Olisipo - Armando Possante, Movieplay Classics  MOV. 3-11037